# Jana Sorgers
Jana Sorgers, po mężu Rau (ur. 4 sierpnia 1967 w Neubrandenburgu) – niemiecka wioślarka, dwukrotna złota medalistka olimpijska.
Urodziła się w NRD i do zjednoczenia Niemiec startowała w barwach tego kraju. W Seulu zwyciężyła w czwórce podwójnej. W tej samej konkurencji – już jako reprezentantka zjednoczonych Niemiec – triumfowała również osiem lat później, w Atlancie. Stawała na podium mistrzostw świata (złoto w 1986, 1987, 1989, 1990, 1991, 1994, 1995).